# Ruta 816 (Costa Rica)
La Ruta 816, oficialmente Ruta Nacional Terciaria 816, es una ruta nacional de Costa Rica ubicada en la provincia de Limón.

## Descripción
En la provincia de Limón, la ruta atraviesa el cantón de Guácimo (el distrito de Guácimo).